# Summer Spiro
Summer Rae Spiro (Encinitas, 16 juli 1988) is een Amerikaanse actrice en filmmonteur.

## Biografie
Spiro werd geboren op 16 juli 1988 in Encinitas (Californië) als dochter van songwriter Mark Spiro. Haar jongere zus is zangeres Ruby Spiro.
Ze begon haar acteercarrière door in een paar kortfilms te verschijnen. In 2017 speelde ze de vrouwelijke hoofdrol in de rampenfilm Oceans Rising en in 2020 in de horrorfilm Alone. Op televisie speelde ze gastrollen in televisieseries zoals Westworld, Animal Kingdom, NCIS: Origins en The Rookie.
Naast actrice is Spiro ook filmmonteur. Ze is verantwoordelijk voor de montage van een aantal kortfilms en was betrokken bij onder andere de montage van de televisieseries Platonic en Two Sides.